# Mandevilla pringlei
Mandevilla pringlei là một loài thực vật có hoa trong họ La bố ma. Loài này được J.K.Williams mô tả khoa học đầu tiên năm 1998.